# Thalloptera nevermanni
Thalloptera nevermanni är en tvåvingeart som beskrevs av Borgmeier 1936. Thalloptera nevermanni ingår i släktet Thalloptera och familjen puckelflugor.
Artens utbredningsområde är Costa Rica. Inga underarter finns listade i Catalogue of Life.